# Remennecourt
Remennecourt est une commune française située dans le département de la Meuse, en région Grand Est.
Ses habitants se nomment les Salés. Historiquement, la gabelle était payée à Remennecourt.

## Géographie
Remennecourt est la commune à la plus basse altitude du département, à 130 mètres. Une plaque sur la mairie en témoigne.

### Communes limitrophes
| Rancourt-sur-Ornain | Contrisson         | Contrisson |
| Sermaize-les-Bains  | Remennecourt       | Contrisson |
| Sermaize-les-Bains  | Sermaize-les-Bains | Andernay   |

### Hydrographie
La commune est dans la région hydrographique « la Seine de sa source au confluent de l'Oise (exclu) » au sein du bassin Seine-Normandie. Elle est drainée par le canal de la Marne au Rhin, la Saulx, le ruisseau des Fontaines, divers bras de Remmenecourt, la rigole de Prise d'Eau des Fontaines, divers bras de la Saulx, le canal 01 de la commune de Rancourt-sur-Ornain et divers autres petits cours d'eau,.
Le canal de la Marne au Rhin, long de 293 km et 178 écluses à l'origine, relie la Marne (à Vitry-le-François) au Rhin (à Strasbourg). Par le canal latéral de la Marne, il est connecté au réseau navigable de la Seine vers l'Île-de-France et la Normandie. 
La Saulx, d'une longueur de 115 km, prend sa source dans la commune de Germay et se jette  dans la Marne à Vitry-le-François, après avoir traversé 39 communes. 

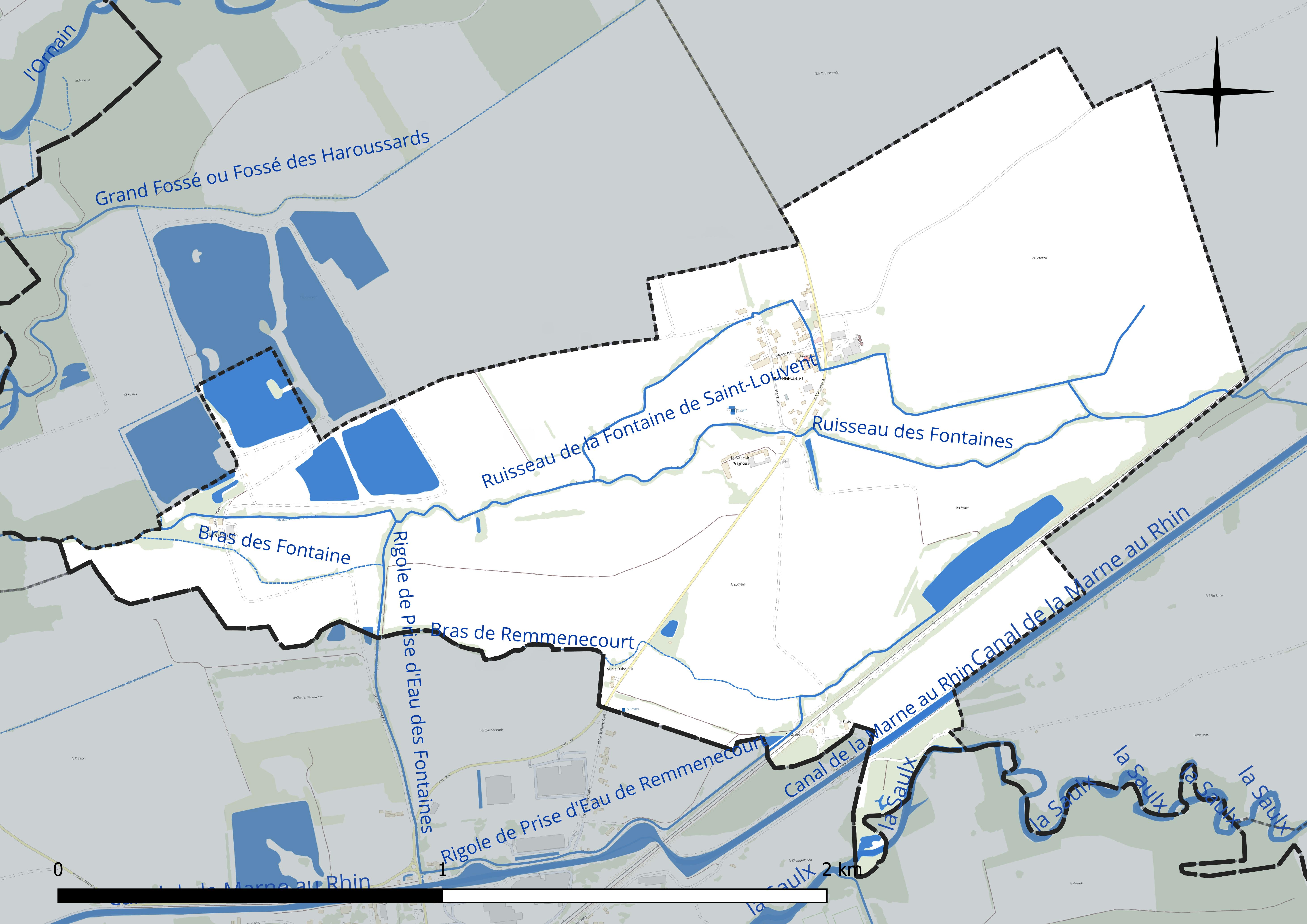
Réseau hydrographique de Remennecourt.

### Climat
Pour des articles plus généraux, voir Climat du Grand Est et Climat de la Meuse.
En 2010, le climat de la commune est de type climat des marges montargnardes, selon une étude du Centre national de la recherche scientifique s'appuyant sur une série de données couvrant la période 1971-2000. En 2020, Météo-France publie une typologie des climats de la France métropolitaine dans laquelle la commune est exposée à un climat océanique altéré et est dans la région climatique  Lorraine, plateau de Langres, Morvan, caractérisée par un hiver rude (1,5 °C), des vents modérés et des brouillards fréquents en automne et hiver. 
Pour la période 1971-2000, la température annuelle moyenne est de 10,1 °C, avec une amplitude thermique annuelle de 15,8 °C. Le cumul annuel moyen de précipitations est de 874 mm, avec 13 jours de précipitations en janvier et 9 jours en juillet. Pour la période 1991-2020, la température moyenne annuelle observée sur la station météorologique de Météo-France la plus proche, « Vassincourt », sur la commune de Vassincourt à 8 km à vol d'oiseau, est de 11,4 °C et le cumul annuel moyen de précipitations est de 871,0 mm. 
La température maximale relevée sur cette station est de 41,7 °C, atteinte le 24 juillet 2019 ; la température minimale est de −17,4 °C, atteinte le 20 décembre 2009,,. 
Les paramètres climatiques de la commune ont été estimés pour le milieu du siècle (2041-2070) selon différents scénarios d'émission de gaz à effet de serre à partir des nouvelles projections climatiques de référence DRIAS-2020. Ils sont consultables sur un site dédié publié par Météo-France en novembre 2022.

## Urbanisme

### Typologie
Au 1er janvier 2024, Remennecourt est catégorisée commune rurale à habitat très dispersé, selon la nouvelle grille communale de densité à sept niveaux définie par l'Insee en 2022.
Elle est située hors unité urbaine et hors attraction des villes,.

### Occupation des sols
L'occupation des sols de la commune, telle qu'elle ressort de la base de données européenne d’occupation biophysique des sols Corine Land Cover (CLC), est marquée par l'importance des territoires agricoles (92,4 % en 2018), en diminution par rapport à 1990 (99,8 %). La répartition détaillée en 2018 est la suivante : 
terres arables (65,8 %), zones agricoles hétérogènes (15,4 %), prairies (11,2 %), eaux continentales (7,3 %), forêts (0,3 %). L'évolution de l’occupation des sols de la commune et de ses infrastructures peut être observée sur les différentes représentations cartographiques du territoire : la carte de Cassini (XVIIIe siècle), la carte d'état-major (1820-1866) et les cartes ou photos aériennes de l'IGN pour la période actuelle (1950 à aujourd'hui).

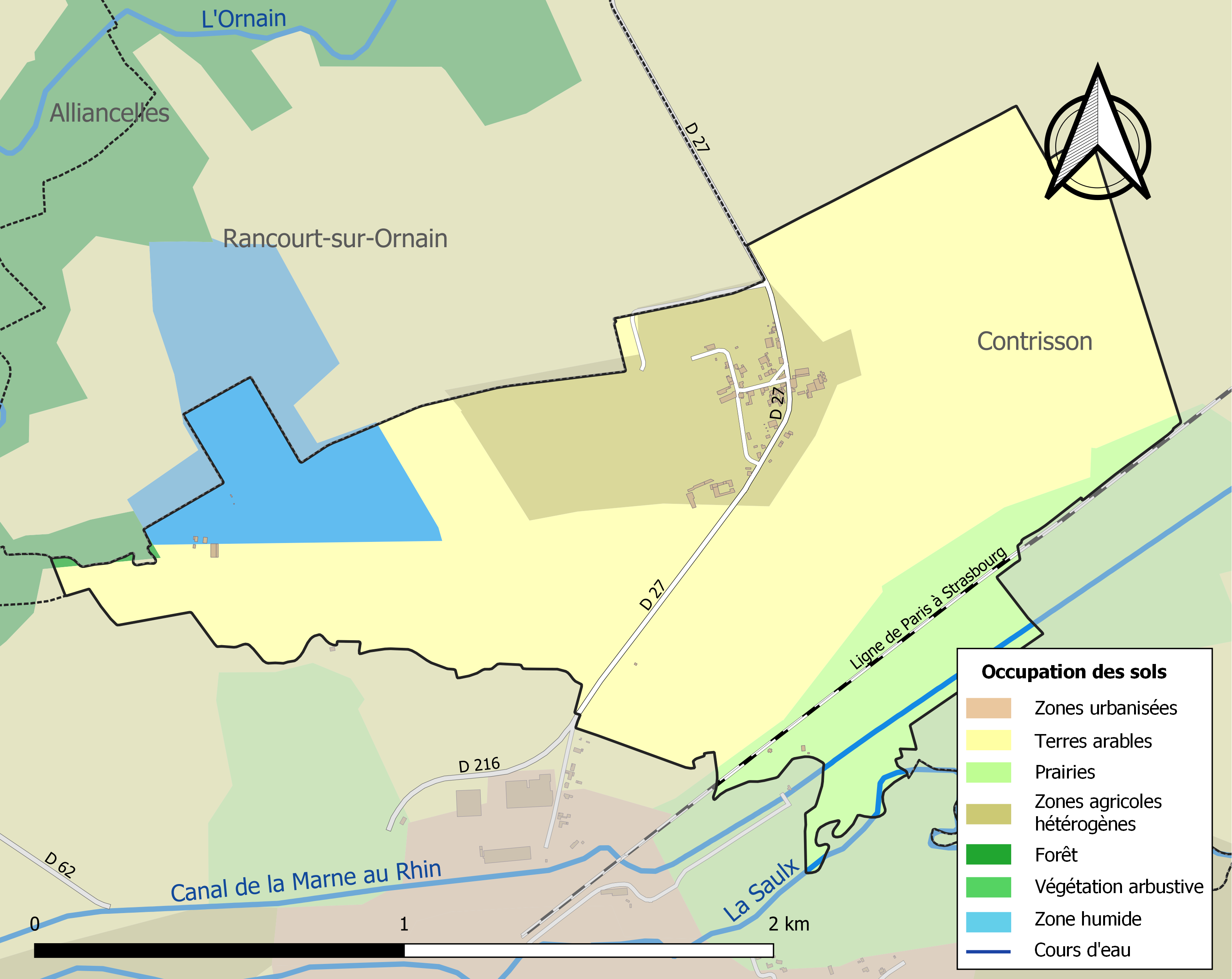
Carte des infrastructures et de l'occupation des sols de la commune en 2018 (CLC).

## Toponymie
Le nom de la localité est attesté sous les formes Remenoncourt (1402) ; Remenecourt (1579) ; Remenoncour (1700) ; Remencourt, Remencuria (1711) ; Remenécourt (1778).

## Histoire
Des fouilles faites au XIXe siècle ont permis de trouver une soixantaine de squelettes avec des armes et des pièces de monnaie remontant à l'époque de Tibère et de Néron, laissant supposer qu'un combat s'est livré dans les parages.
Le 20 septembre 1591 Monseigneur du Maine y fait stationner ses troupes qui complétait l'armée de la Ligue en attendant l'arrivée du roi Henri IV.
L'eau courante n'a été mise en place dans la commune qu'en 2014. Avant cela, les habitants utilisaient des puits, du fait d'une nappe phréatique très proche de la surface.

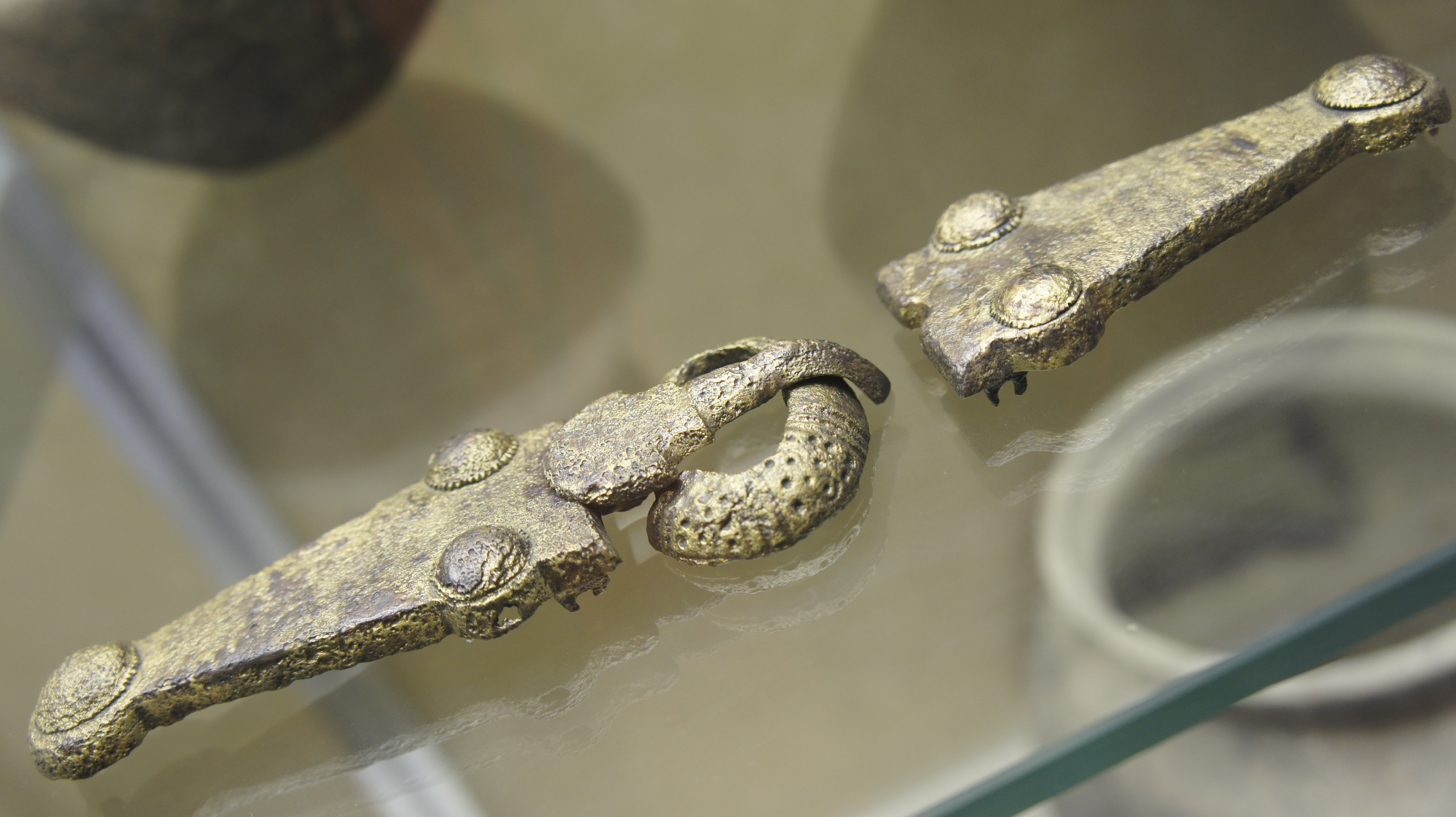
Boucle de ceinture carolingienne, musée st-Remi.

Des tombes mérovingiennes ont été retrouvées.
Il y avait un ancien château qui a été détruit.
Les champs ont accueilli les entraînements de l'aviation militaire entre 1915 et 1918. Une plaque est installée à l'entrée de la commune, face aux champs, pour commémorer cet événement.

## Politique et administration
| Période                                  | Période                   | Identité                                     | Étiquette | Qualité                                               |
| ---------------------------------------- | ------------------------- | -------------------------------------------- | --------- | ----------------------------------------------------- |
| Les données manquantes sont à compléter. |                           |                                              |           |                                                       |
| 1989                                     | mars 2014                 | Maurice Blaise                               | DVD       |                                                       |
| mars 2014                                | En cours (au 25 mai 2020) | Anne Roussel Réélue pour le mandat 2020-2026 |           | Agricultrice, Présidente de la Communauté de communes |

## Population et société

### Démographie
L'évolution du nombre d'habitants est connue à travers les recensements de la population effectués dans la commune depuis 1793. Pour les communes de moins de 10 000 habitants, une enquête de recensement portant sur toute la population est réalisée tous les cinq ans, les populations de référence des années intermédiaires étant quant à elles estimées par interpolation ou extrapolation. Pour la commune, le premier recensement exhaustif entrant dans le cadre du nouveau dispositif a été réalisé en 2005.

En 2022, la commune comptait 45 habitants, en évolution de −18,18 % par rapport à 2016 (Meuse : −4,4 %, France hors Mayotte : +2,11 %).
| 1793 | 1800 | 1806 | 1821 | 1831 | 1836 | 1841 | 1846 | 1851 |
| ---- | ---- | ---- | ---- | ---- | ---- | ---- | ---- | ---- |
| 106  | 91   | 100  | 96   | 86   | 85   | 100  | 93   | 90   |

| 1856 | 1861 | 1866 | 1872 | 1876 | 1881 | 1886 | 1891 | 1896 |
| ---- | ---- | ---- | ---- | ---- | ---- | ---- | ---- | ---- |
| 80   | 83   | 97   | 92   | 98   | 92   | 91   | 94   | 97   |

| 1901 | 1906 | 1911 | 1921 | 1926 | 1931 | 1936 | 1946 | 1954 |
| ---- | ---- | ---- | ---- | ---- | ---- | ---- | ---- | ---- |
| 93   | 103  | 109  | 60   | 74   | 81   | 82   | 93   | 97   |

| 1962 | 1968 | 1975 | 1982 | 1990 | 1999 | 2005 | 2006 | 2010 |
| ---- | ---- | ---- | ---- | ---- | ---- | ---- | ---- | ---- |
| 96   | 95   | 82   | 85   | 77   | 70   | 60   | 56   | 64   |

| 2015 | 2020 | 2022 | - | - | - | - | - | - |
| ---- | ---- | ---- | - | - | - | - | - | - |
| 56   | 47   | 45   | - | - | - | - | - | - |

## Culture locale et patrimoine

### Lieux et monuments
- L'église Saint-Louvent accueille une messe le premier dimanche de juillet. Elle a été entièrement rénovée après des intempéries.
- Le lavoir Maurice Blaise, tient son nom du maire qui a initié sa rénovation.

### Héraldique
| Blason de Remennecourt | Blason  | Tiercé en pairle : au 1er de sinople au loup passant d'or, au 2e de gueules à la herse sarrasine d'or, au 3e d'or au soc de charrue de gueules. |
| Blason de Remennecourt | Détails | Création de R.A. Louis avec les conseils de la commission Héraldique de l'UCGL. Adopté par la commune en février 2012.                          |